# Казибек-бійський сільський округ
Казибе́к-бі́йський сільський округ (каз. Қазыбек би ауылдық округі, рос. Казыбек-бийский сельский округ) — адміністративна одиниця у складі Жетисайського району Туркестанської області Казахстану. Адміністративний центр — село Казибек-бі.
Населення — 14542 особи (2021; 13138 у 2009, 11191 у 1999, 9799 у 1989).
Станом на 1989 рік існувала Калінінська сільська рада (села Алгабас, Амангельди, Ворошиловське, Джамбул, Калініно, Карла Маркса) Джетисайського району. Станом на 1999 та 2009 роки центром сільського округу було село Абібола. До 2011 року сільський округ називався Интимацьким. 2023 року до складу Жетисайської міської адміністрації передано 0,004 км² Казибекбійського сільського округу.

## Склад
До складу округу входять такі населені пункти:
| Населений пункт       | Колишні назви                                                | Населення, осіб (1989) | Населення, осіб (1999) | Населення, осіб (2009) | Населення, осіб (2021) |
| --------------------- | ------------------------------------------------------------ | ---------------------- | ---------------------- | ---------------------- | ---------------------- |
| Абібола, село         | Калініно                                                     | 987                    | 1154                   | 1550                   | 2210                   |
| Алгабас, село         | -                                                            | 2095                   | 3168                   | 4747                   | 997                    |
| Алькен Оспанова, село | Отділення №5 совхоза Джетисайський, Амангельди               | 1565                   | 1900                   | 2133                   | 2125                   |
| Джамбул, село         | Отділення №4 совхоза Джетисайський                           | 936                    | 1292                   | 1506                   | 1551                   |
| Казибек-бі, село      | -                                                            | -                      | -                      | -                      | 4381                   |
| Курбан-ата, село      | Отділення №3 совхоза Джетисайський, Ворошиловське, Курманата | 3482                   | 2748                   | 2073                   | 1972                   |
| Таубай-ата, село      | Карла Маркса                                                 | 734                    | 929                    | 1129                   | 1306                   |